# Григорій Радзицький
Григо́рій Радзи́цький (? — після 1801) — діяч київського магістрату, 3-й голова міської думи Києва в 1790—1798 роках та перший війт Києва (після відновлення посади).

## Життєпис
Походив із заможної купецької родини Радзицьких грецького походження. Син купця та іменитого громадянина Василя Радзицького. Мешкав у Воскресенській парафії. Замолоду став допомагати батькові у веденні родинних справ. Згодом долучився до діяльності магістрату. Утім про якісь посади Григорія Радзицького до 1782 року достеменно невідомо.
У 1783 році обирається від київських міщан до совісного суду Києва (разом з Семеном Васильовичем Балабухою). Тим самим став одним з небагатьох представників міщанського стану, що обіймав посаду в губернських установах. На думку дослідників, це свідчить про значні статки та авторитет Григорія Радзицького.
У 1787 року обирається гласним (депутатом) міської думи. Разом із її головою Юхимом Митюком та іншими гласними займався вирішенням суперечок з правителем Київського намісництва Семеном Ширковим щодо спрямування прибутків від Васильківської митниці.
У 1790 році обирається головою міської думи. Намагався усіляко зберегти її вплив, не потураючи київськими губернським чиновникам. Водночас налагодив гарні стосунки з генерал-губернатором Малоросії Михайлом Кречетніковим. 1790 року обирається очільником (региментарем) озброєного міщанського корпусу.
Після смерті Катерини II 1796 році Радзицький вирішів скористатися бажанням нового імператора Павла I змінити порядки матері, став звертатися до Сенату щодо відновлення магдебурзького права в повному обсязі та права вибору війта. Зрештою Павло I затвердив прохання Сенату від 30 червня 1798 року про поновлення для Києва дії магдебурзького права з підтвердженням права міщан обирати війта, а також про затвердження на київське войтовство голови міської думи Григорія Радзицького.
Перебував на посаді до 1801 року. Подальша доля невідома: помер або програв вибори Георгію Рибальському.